# جسیکا سیریو
جسیکا سیریو (به انگلیسی: Jésica Cirio) (زاده ۲۱ مارس ۱۹۸۵) مدل، رقصنده، بازیگر آرژانتینی است.